# Lopchari
Lopchari (russisch Лопхари) ist ein Dorf am rechten Ufer des Flusses Kunowat (russisch Куноват), einem rechten Nebenfluss des Ob  im Westen des Autonomen Kreises der Jamal-Nenzen im nördlichen Westsibirien in Russland mit 489 Einwohnern (Stand 14. Oktober 2010).
Zur Landratsgemeinde, dessen administratives Zentrum Lopchari ist, gehören noch die Dörfer Kasym-Mys (Казым-Мыс), Sangymgort (Сангымгорт), Sorymlogas (Сорымлогась), Logasjegan (Логасьеган) und Schischingort (Шишингорт).
Im Jahr 2012 hatte die Ortschaft im Westsibirischen Tiefland eine Bevölkerung von 668 Personen, von denen 90 % der Volksgruppe der Chanten angehören. Die restlichen 10 Prozent bestehen aus Komi, Nenzen, Selkupen und Russen. Lopchari gehört zum Rajon Schuryschkarski, dessen Verwaltungssitz Muschi etwa 70 km nordwestlich liegt.